# Modos de medição

Retorno de medição digital

Na fotografia, os modos de medição refere-se ao modo pelo qual a câmara determina a exposição.

## Exemplos de modos de medição

Retorno de medição analógica (medidor de luz)

Câmeras geralmente permitem ao usuário selecionar entre o modo pontual, central, ou modo geral de medição.
Vários modos de medição são fornecidos para permitir ao utilizador selecionar o mais adequado para o uso em uma grande variedade de condições de iluminação.

### Medição pontual
Com a medição pontual, a câmara irá medir apenas uma área muito pequena da cena (entre 1-5% da área do visor). Este será tipicamente o centro da cena, mas algumas câmeras permitem que o usuário escolha um local diferente fora do centro, ou para recompor movendo a câmera após a medição. O primeiro pontual foi construído por Arthur James Dalladay, editor do British Journal of Photography em cerca de 1935 e descreveu no BJP Almanac de 1937, nas páginas 127-138.
Alguns modelos (incluindo a Olympus OM-4, Canon T90 e a Olympus C-5050z) suporta um modo multi-ponto que permite múltiplas leituras pontuais a serem tomadas de uma cena que é calculada a média. Algumas câmeras, a OM-4 e T90 incluem, também sporte para medição de destaque e áreas de sombra.

### Medição ponderada ao centro
Neste sistema, o medidor concentra entre 60 a 80 por cento da sensibilidade em relação à parte central do visor. O equilíbrio é, então, as "penas" para as bordas. Algumas câmaras permitem ao utilizador ajustar o peso/equilíbrio da porção central para o periférico. Uma vantagem deste método é que ela é menos influenciada por pequenas áreas que variam muito em brilho nas bordas do visor, como muitos sujeitos são na parte central do quadro, resultados consistentes podem ser obtidos.

### Medição matricial
Neste modo de medição da câmera irá utilizar a informação de luz vindo de toda a cena e médias para a definição de exposição final, não dando nenhuma ponderação a qualquer parte específica da área medida.

### Medição parcial
Este modo mede a área maior do que a medição pontual (cerca de 10-15% de todo o quadro), e é geralmente usado quando áreas muito claras ou muito escuras nas bordas do quadro, de outra forma influenciar a medição indevidamente. Como a medição pontual, algumas câmeras podem usar pontos de variáveis para fazer leituras a partir de (em pontos gerais autofoco), ou ter um ponto fixo no centro do visor. A medição parcial é encontrada principalmente em câmeras da Canon.

### Medição geral
Este modo é também chamado de matricial, favo, medição segmento ou esp (seleção eletro padrão) de medição em algumas câmeras. Este modo de medição foi introduzido pela primeira vez na Nikon FA, onde foi chamado de mediçãa automática multi-padrão. Em um número de câmeras é o padrão/configuração padrão de medição. Aqui, a câmera mede a intensidade da luz em vários pontos da cena, e então combina os resultados para encontrar as configurações para a melhor exposição. Como eles são combinados/calculado desvia de câmera para câmera. O número real de zonas usadas varia muito, de vários para mais de mil. No entanto o desempenho não deve concluir-se sobre o número de zonas sozinho, ou o layout. Em geral, a dosagem mais avançado é encontrado na lente única câmaras reflex.